# سيباستيان غريمالدي
سيباستيان غريمالدي (بالفرنسية: Sébastien Grimaldi)‏ (10 سبتمبر 1979 في غيفورز) لاعب كرة قدم فرنسي معتزل كان يجيد اللعب في مركز قلب الدفاع كما كان يجيد اللعب في خط الوسط .

## المسيرة الرياضية
بدأ غريمالدي مسيرته الرياضية في نادي سانت روماين إنغير سنة 1984 ثم انتقل إلى نادي أولينز سنة 1992 ثم إلى نادي ليون سنة 1995 . في سنة 2000 انتقل إلى نادي كان وفي سنة 2002 انتقل إلى نادي أنغرز وفي سنة 2005 قرر الاحتراف خارج فرنسا وقبول عرض نادي موسكرون البلجيكي للانضمام إليه حيث قضى فيه موسمين ثم انتقل إلى نادي تشسترفيلد الإنجليزي في 31 يناير 2007 وشارك في أول مباراة رسمية في 3 فبراير أمام نادي بورنماوث وانتهت بالخسارة 0-1 . وبعد عدة أشهر اعتزل نهائيا لعب كرة القدم بسبب تجدد الإصابة .

## روابط خارجية
- سيباستيان غريمالدي على موقع قاعدة بيانات كرة القدم.إي يو (الإنجليزية)
- سيباستيان غريمالدي على موقع Soccerbase.com (لاعب) (الإنجليزية)
- سيباستيان غريمالدي على موقع عالم كرة القدم.نت (الإنجليزية)